# RK Ovče Pole
Maillots
Le RK Ovče Pole est un club de handball, situé à Sveti Nikole en Macédoine du Nord, évoluant en Super League.

## Historique
- 1957 : fondation du RK Ovče Pole.
- 2012 : le club est quatrième du Championnat de Macédoine et se qualifie pour la Coupe d'Europe Challenge (C4)
- 2013 : le club est sixième du Championnat de Macédoine.
- 2014 : le club est sixième du Championnat de Macédoine.

## Joueurs célèbres
- Kiril Lazarov

## Campagne européenne
Le parcours européen du RK Ovče Pole est
| Saison    | Compétition     | Manche         | Date Aller       | Club     | Aller                  | Total                  | Retour                 | Club         | Date Retour      |
| --------- | --------------- | -------------- | ---------------- | -------- | ---------------------- | ---------------------- | ---------------------- | ------------ | ---------------- |
| 2012-2013 | Coupe Challenge | Troisième tour | 27 novembre 2012 | IL Runar | forfait de l'Ovče Pole | forfait de l'Ovče Pole | forfait de l'Ovče Pole | RK Ovče Pole | 27 novembre 2012 |